# Podčetrtek község
Podčetrtek község (szlovén nyelven Občina Podčetrtek) Szlovénia 212 alapfokú közigazgatási egységének, azaz községének egyike a Savinjska statisztikai régióban, a történelmi szlovén Stájerország (Štajersko) területén. Adminisztratív központja Podčetrtek város. A község 1995-ben jött létre.

## A községhez tartozó települések
A községhez Podčetrtek székhelyen kívül a következő települések tartoznak:
- Brezovec pri Polju
- Cmereška Gorca
- Golobinjek ob Sotli
- Gostinca
- Imeno
- Imenska Gorca
- Jerčin
- Lastnič
- Nezbiše
- Olimje
- Pecelj
- Polje ob Sotli
- Prelasko
- Pristava pri Lesičnem
- Pristava pri Mestinju
- Roginska Gorca
- Rudnica
- Sedlarjevo
- Sela
- Sodna Vas
- Sveta Ema
- Verače
- Vidovica
- Virštanj
- Vonarje

## Népesség
| Lakosok száma | 3266 | 3305 | 3325 | 3339 | 3328 | 3346 | 3323 | 3341 | 3434 | 3529 |
|               | 2008 | 2009 | 2011 | 2012 | 2013 | 2015 | 2016 | 2017 | 2019 | 2020 |